# Tomás Asta-Buruaga
Tomás Pablo Asta-Buruaga Montoya (Santiago del Cile, 11 ottobre 1996) è un calciatore cileno, difensore dell'Unión La Calera in prestito dall'Universidad Católica.

## Statistiche

### Presenze e reti nei club
Statistiche aggiornate al 7 agosto 2022.
| Stagione                    | Squadra                     | Campionato                  | Campionato | Campionato | Coppe nazionali | Coppe nazionali | Coppe nazionali | Coppe continentali | Coppe continentali | Coppe continentali | Altre coppe | Altre coppe | Altre coppe | Totale | Totale |
| Stagione                    | Squadra                     | Comp                        | Pres       | Reti       | Comp            | Pres            | Reti            | Comp               | Pres               | Reti               | Comp        | Pres        | Reti        | Pres   | Reti   |
| --------------------------- | --------------------------- | --------------------------- | ---------- | ---------- | --------------- | --------------- | --------------- | ------------------ | ------------------ | ------------------ | ----------- | ----------- | ----------- | ------ | ------ |
| 2013-14                     | Unión Española              | PD                          | 2          | 0          | CC              | 1               | 0               | -                  | -                  | -                  | -           | -           | -           | 3      | 0      |
| 2014-15                     | Unión Española              | PD                          | -          | -          | -               | -               | -               | -                  | -                  | -                  | -           | -           | -           | -      | -      |
| Totale club                 | Totale club                 | Totale club                 | 2          | 0          |                 | 1               | 0               |                    | -                  | -                  |             | -           | -           | 3      | 0      |
| 2015-16                     | Dep. Antofagasta            | PD                          | 3          | 1          | -               | -               | -               | -                  | -                  | -                  | -           | -           | -           | 3      | 1      |
| 2017                        | Dep. Antofagasta            | PD                          | 14         | 1          | CC              | 7               | 0               | -                  | -                  | -                  | -           | -           | -           | 21     | 1      |
| 2018                        | Dep. Antofagasta            | PD                          | 28         | 0          | CC              | 1               | 0               | -                  | -                  | -                  | -           | -           | -           | 29     | 0      |
| 2019                        | Dep. Antofagasta            | PD                          | 22         | 0          | CC              | 2               | 0               | CS                 | 2                  | 0                  | -           | -           | -           | 24     | 0      |
| Totale club                 | Totale club                 | Totale club                 | 67         | 2          |                 | 10              | 0               |                    | 2                  | 0                  |             | -           | -           | 79     | 2      |
| 2020                        | Universidad Católica        | PD                          | 9          | 1          | -               | -               | -               | CL+CS              | 2+3                | 0                  | -           | -           | -           | 14     | 1      |
| 2021                        | Universidad Católica        | PD                          | 24         | 1          | CC              | 3               | 0               | CL                 | 5                  | 0                  | SS          | 1           | 0           | 33     | 1      |
| 2022                        | Universidad Católica        | PD                          | 12         | 0          | CC              | 2               | 0               | CL+CS              | 5+2                | 0                  | -           | -           | -           | 21     | 0      |
| Totale Universidad Catolica | Totale Universidad Catolica | Totale Universidad Catolica | 45         | 2          |                 | 5               | 0               |                    | 17                 | 0                  |             | 1           | 0           | 68     | 2      |
| Totale carriera             | Totale carriera             | Totale carriera             | 113        | 4          |                 | 16              | 0               |                    | 19                 | 0                  |             | 1           | 0           | 150    | 4      |

## Palmarès

### Club

#### Competizioni nazionali
- Campionato cileno: 3

Unión Española: 2013-T
Universidad Católica: 2020, 2021
- Supercopa de Chile: 3

Unión Española: 2013
Universidad Católica: 2020, 2021